# Vehículo de Braitenberg

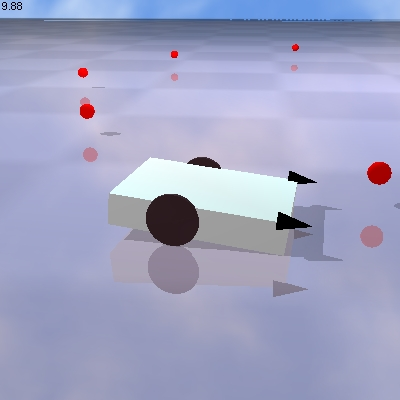
Simulación de un vehículo de Braitenberg, programado en breve, un simulador de vida artificial.

Un vehículo de Braitenberg es un concepto ideado en un experimento mental por el ciberneticista italoaustríaco Valentino Braitenberg para ilustrar en un modo evolutivo las habilidades de un simple agente inteligente. El vehículo representa la forma más simple de inteligencia artificial basada en un comportamiento y cognición corpórea, por ejemplo un comportamiento inteligente que emerge de la interacción sensorial-motora entre el agente y su medio, sin necesidad de una memoria interna, representación del ambiente, o inferencia.

## Mecanismo

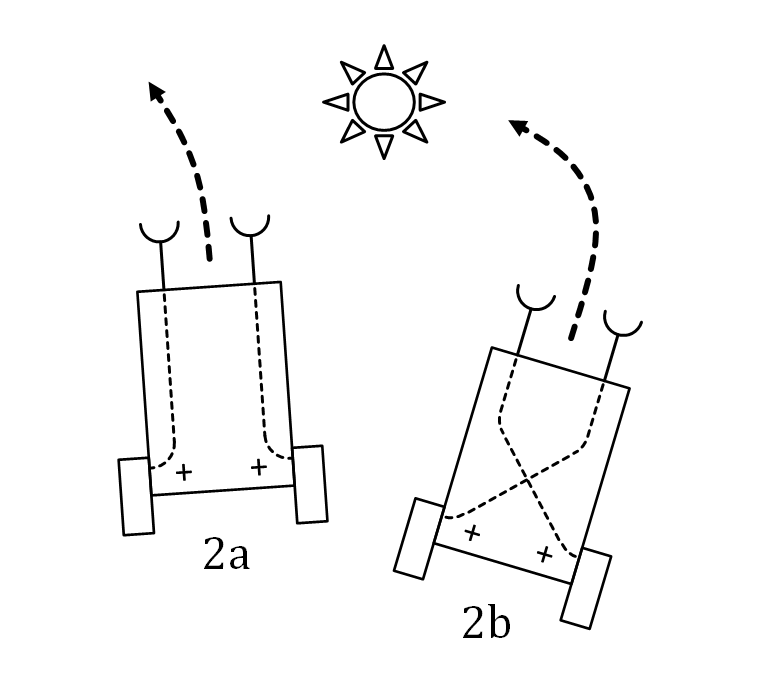
Vehículos Braitenberg 2a y 2b

Un vehículo de Braitenberg es un agente que puede moverse en derredor de manera autónoma. Tiene sensores primitivos (midiendo algún estímulo en un punto) y ruedas (cada una dirigida por su propio motor) que funcionan como actuadores o efectores. Un sensor, en la configuración más simple, está directamente conectado a un efector, de modo que una señal percibida produce inmediatamente un movimiento de la rueda. Dependiendo de cómo los sensores y las ruedas están conectados, el vehículo exhibe diferentes comportamientos (que pueden estar orientados a un objetivo). Esto quiere decir que parecen esforzarse por alcanzar determinadas situaciones y evitar otras, cambiando de rumbo cuando la situación cambia.

## Ejemplos
Los siguientes ejemplos son algunos de los vehículos de Braitenberg más simples. 
Un primer agente tiene un solo detector de luz que estimula directamente su única rueda, implementando las reglas siguientes:
- Más luz produce un movimiento más rápido.
- Menos luz produce un movimiento más lento.
- La oscuridad produce una paralización.

Este comportamiento puede ser interpretado como el de una criatura que le teme a la luz y se mueve rápido para alejarse de ella. Su objetivo es encontrar un lugar oscuro para esconderse. 
Un agente ligeramente más complejo tiene dos detectores de luz (izquierda y derecha), cada uno estimulando una rueda del mismo lado del cuerpo. Obedece la siguiente regla:
- Más luz a la derecha → la rueda derecha acelera → se vuelve a la izquierda, alejándose de la luz.

Se puede considerar como un comportamiento que implica escapar de la fuente de luz, ya que la criatura puede moverse en diferentes direcciones, y tiende a orientarse hacia la dirección de donde proviene menos luz.
En otra variación, las conexiones son negativas o inhibitorias: más luz → movimiento más lento. En este caso, los agentes se alejan de la oscuridad hacia la luz.

## Comportamiento
En un ambiente complejo con varias fuentes de estímulos, los vehículos de Braitenberg exhibirán un comportamiento complejo y dinámico. Dependiendo de las conexiones entre sensores y actuadores, un vehículo de Braitenberg podrá moverse cerca de una fuente, pero no tocarla, escapar muy rápido, o describir trayectorias en forma de "8" alrededor de un punto. Este comportamiento está indudablemente dirigido a un objetivo, es flexible y adaptativo, y puede incluso parecer inteligente, del mismo modo que se le atribuye alguna inteligencia mínima a una cucaracha. Aun así, el funcionamiento del agente es puramente mecánico, sin ningún procesamiento de información u otros procesos aparentemente cognitivos.
A menudo, la robótica BEAM implementa este tipo de comportamientos.